# Reisewitzscher Garten

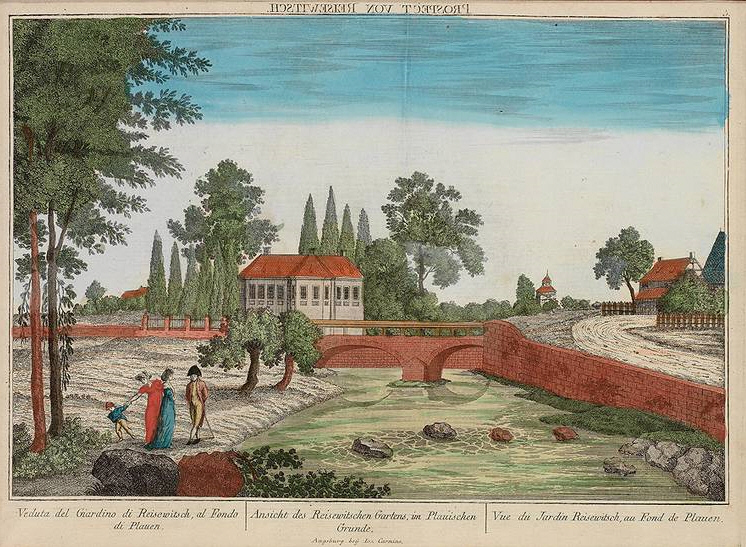
Reisewitzscher Garten, 1780

Der Reisewitzsche Garten (oder Reisewitzer Park, auch Reisewitzischer Garten genannt) war eine Gartenanlage im Dresdner Stadtteil Plauen, die bis zum Ende des 19. Jahrhunderts bestand. Sie wurde begrenzt von der Weißeritz sowie der Straße Altplauen, der Tharandter und der Würzburger Straße.

## Geschichte
Die Anfangsgeschichte des Reisewitzschen Gartens ist unbekannt. In der zweiten Hälfte des 16. Jahrhunderts befanden sich dort zwei Mühlen, die 1569 nach Errichtung der Hofmühle im Dorf Plauen stillgelegt werden mussten. Das Grundstück wechselte mehrfach den Besitzer, bis es 1676 der Dresdner Hof- und Oberkonsistorialrat Dr. Johann Georg Börner erwarb und durch Ankäufe erweiterte. Er ließ seltene Gewächse anpflanzen und Statuen, kupferne Schalen u. a. m. aufstellen. Das damals noch Börnerscher Garten genannte Gelände erwarb sich dadurch einen guten Ruf und war auch in der Residenzstadt Dresden bekannt. 1692 veranlasste der junge Kurfürst Johann Georg IV. den Kauf von Börner und die weitere Gestaltung des Parks u. a. mit Pomeranzen-, Zitronen- und Feigenbäumen in Kübeln sowie Beeten mit holländischen Tulpen und Hyazinthen, um ihn schließlich seiner Geliebten Magdalena Sibylla von Neitschütz zu schenken, für die er auch das sogenannte Wasserpalais errichten ließ. Nach dem frühen Tod Johann Georgs IV. und seiner Mätresse 1694 machte sein Nachfolger August der Starke die Schenkung rückgängig. Im Jahr 1702 erwarb der kurfürstliche Bergdirektor Johann Wratislaw von Reisewitz das Gelände, der es bis 1709 besaß. Von diesem Besitzer erhielt der Garten seinen Namen. Von 1719 bis 1724 hatte die kurfürstliche Falknerei in dem Reisewitzschen Garten ihren Sitz.

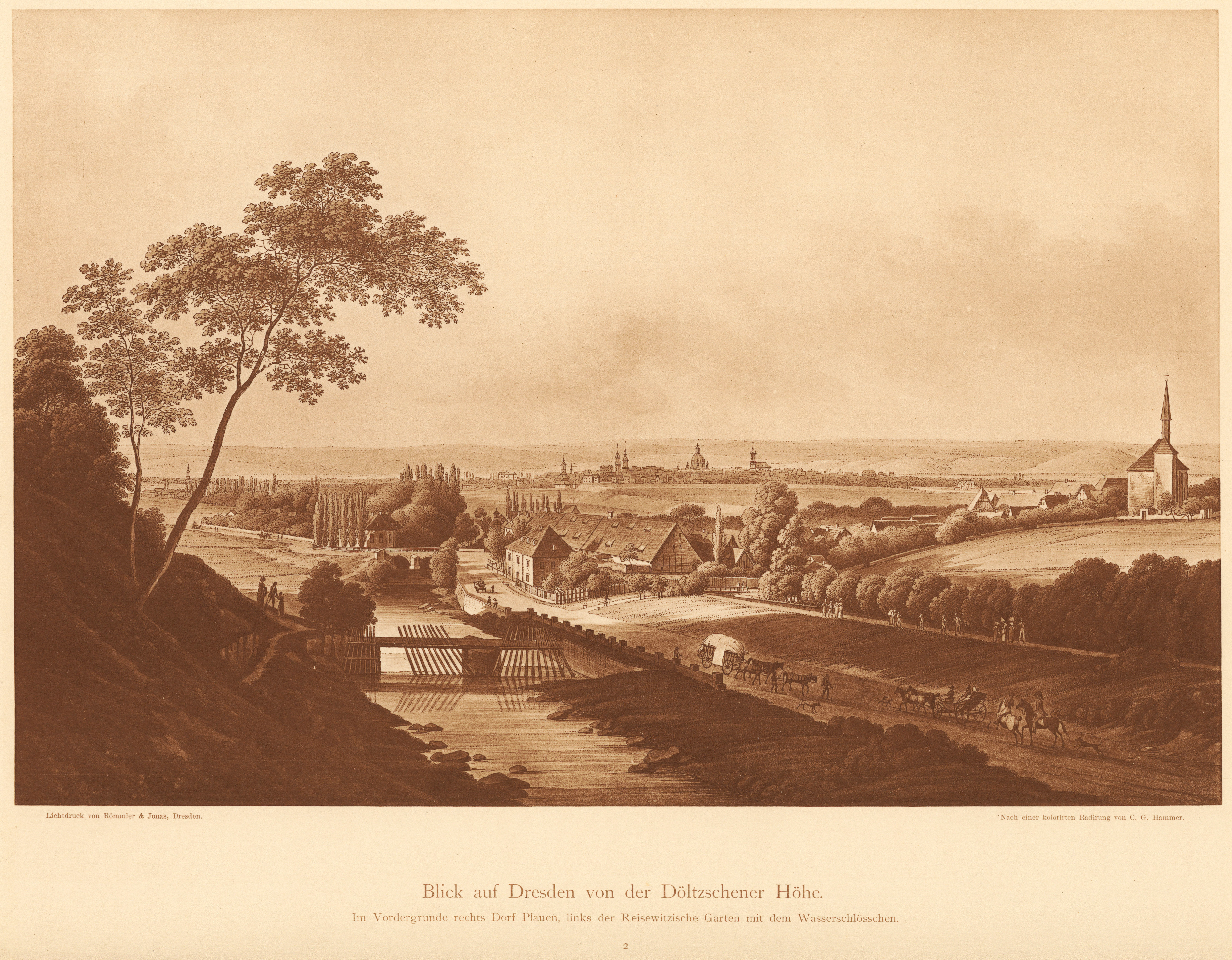
Blick auf Dresden von der Dölzschener Höhe. Im Vordergrunde rechts das Dorf Plauen, links der Reisewitzische Garten mit dem Wasserschlösschen.

Bis ins 19. Jahrhundert wechselten die Besitzer häufig, doch blieb die Anlage wegen ihres Baumbestandes und der romantischen Laubengänge am Flussufer ein beliebtes Ausflugsziel, wozu auch seit Ende des 17. Jahrhunderts eine Schankwirtschaft einlud, die im 19. Jahrhundert als politischer Versammlungsort Bedeutung hatte. Im Vorfeld der bürgerlich-demokratischen Revolution gab es hier am 4. September 1848 die erste große Massenveranstaltung der Dresdner Demokraten. Zwischen 1844 und 1856 existierte ein Sommertheater.
Eine große Zäsur für den Reisewitzschen Garten war das Kriegsjahr 1813, als von März bis Oktober Soldaten der verschiedenen Armeen dort einquartiert waren und große Teile der Anlagen, Felder und Gebäude zerstört wurden. Zeitweilig befand sich auch ein Lazarett auf dem Gelände. Der Inhaber der Schankwirtschaft in dieser Zeit, Carl Baumann, hat einen Augenzeugenbericht über die Ereignisse verfasst. Erst 1820 wurde der Park durch einen neuen Eigentümer wieder hergestellt und die Gebäude nach und nach repariert bzw. neu errichtet.
Während die Gartenanlage zum Großteil der Bevölkerung offenstand, wurde das Wasserschlösschen ab 1839 von der Gräfin Auguste Charlotte von Kielmannsegge bewohnt. 1863 verstarb die Gräfin in ihrem Haus.
Gegen Ende des 19. Jahrhunderts musste der Park zugunsten dringend benötigter Wohnhäuser und Fabriken weichen. So entstanden eine Ziegelei, 1869 die Aktienbrauerei Reisewitz (nur teilweise auf dem eigentlichen Parkgelände) und 1897 die Schokoladenfabrik Petzold & Aulhorn. Das Wasserschlösschen wurde bereits 1891 und die Falknerei 1892/93 abgebrochen. Die Brauerei Reisewitz bestand noch bis 1934.
1873/74 wurde in Plauen bei Dresden, benannt nach dem nahe gelegenen Garten, die Reisewitzer Straße angelegt, die 1904 in Würzburger Straße umbenannt wurde, da es im benachbarten Dorf Löbtau ebenfalls eine Straße dieses Namens gab, die nach der Eingemeindung 1903 nach Dresden ihren Namen behielt.